# Jo Kwon
Jo Kwon là một ca sĩ Hàn Quốc, MC, diễn viên và là trưởng nhóm 2AM, một phần của nhóm nhạc One day cùng 2PM. Jokwon nổi tiếng với nhiều chương trình gameshow Hàn Quốc. Đặc biệt là chương trình We Got Married cùng với GaIn của Brown Eyed Girls (BEG) gây nhiều ấn tượng với mọi người.

## Predebut
Jo Kwon, được đào tạo 7 năm tại JYP Entertainment. Anh được chọn là thành viên cuối cùng của dự án "99% Challenge" Park Jin Young cùng với Sun-ye của Wonder Girls.
Năm 2008, anh xuất hiện trên Mnet Hot Blood. Chương trình này có mười ba thực tập sinh nam và anh đã có được cơ hội để ra mắt trong một nhóm ballad 4 thành viên và một nhóm nhạc dance với 7 thành viên. Sau nhiều bước loại bỏ, Kwon đã được lựa chọn cho một vị trí trong nhóm ballad 4 thành viên 2AM và trở thành nhóm trưởng.

## Debut
2AM
 single đầu tiên "This Song" được phát hành vào ngày 21 tháng 7 năm 2008. 
Nó đã ra mắt vào ngày 11 tháng 7 năm 2008, thực hiện "이 노래" ("This Song")

## Cá nhân
Năm 2013, Jo Kwon đã tham gia học tại Đại học Kyung Hee. Anh vào Đại học Kyung Hee mà không cần trải qua các kỳ thi tuyển sinh nào, vì thế đã có rất nhiều tin đồn cáo buộc được cho là thiên vị vì Kwon là một nghệ sĩ. Các tin đồn đã được bác bỏ bởi hiệu suất học của anh đứng đầu trong lớp học

## Đóng góp Solo

### Truyền hình
Kwon xuất hiện như là một thành viên cố định trên các show như "Star King". Anh là một phần của "Dirty Eyed Girls" trên một tập của 2PM show "Wild Bunny", quay một parody nổi tiếng của "Brown Eyed Girls" - "Abracadabra". Các video âm nhạc trở nên nổi tiếng. Vào tháng 9 năm 2009, anh là một trong những MC chính cho SBS trong show "Find it! Green Gold" cùng với Super Junior Shindong, SS501 Kim Hyung-jun, cựu thành viên Fly To The Sky Brian Joo. Anh cũng thay Jaebeom trên chương trình lịch sử đa dạng văn hóa Nodaji sau khi Jaebeom rút khỏi 2PM và trở về Hoa Kỳ, nơi cha mẹ anh sinh sống.
Anh gia nhập dàn diễn viên của We Got Married 03 Tháng 10 năm 2009, cùng với thành viên Ga-In của Brown Eyed Girls. Mặc dù ban đầu họ chỉ có nhiệm vụ phải xuất hiện trong các dịp lễ Chuseok đặc biệt, nhưng sự xuất hiện của họ được đánh giá cao nhất trong các bảng xếp hạng trong Season 2, vì vậy họ đã được công bố như một cặp vợ chồng thực sự. Kwon đã được chẩn đoán với H1N1 vào ngày 28 Tháng 10 năm 2009 khiến anh hoãn quay We Got Married. Anh phục hồi nhanh chóng sau khi điều trị.
Năm 2010, anh trở thành một trong những thành viên cố định của Family Outing 2. Anh cũng đã diễn xuất trong bộ phim sitcom "All My Love" với ngôi sao Park Min Sun, Kim Gab Soo và thần tượng kiêm "vợ" Ga-In của Brown Eyed Girls. Anh xuất hiện chương trình truyền hình "Happy 
Together" vào ngày năm 2012. Ngoài ra, anh đã nhiều lần xuất hiện trên Star King, Invincible Youth S2, Come To Play, Radio Star, Star Dance Battle, và nhiều chương trình khác. Anh được biết đến với điệu "kkab dance" của mình và thường nhảy trên các show truyền hình. "Kkab" có thể được hiểu là hài hước, gây cười.
Ngày 27 Tháng Hai năm 2013, Jo Kwon đã được xác nhận là một trong những diễn viên cho bộ phim truyền hình KBS2 Queen of Office. Bộ phim nói về một nhân viên hợp đồng tài năng do Kim Hye Soo thủ vai và công việc cùng với những mối quan hệ xung quanh mình. Kwon xuất hiện như nhân Kye Kyung Woo, độ 'kkap' cho nhân vật của mình.

### Âm nhạc
Anh hát với Jinwoon tháng năm "몰라 -ing" của Doni ("Molla-ing"), cũng như một bản song ca với Changmin tựa đề "졸업" ("Graduation") vào ngày 5 tháng 2 năm 2009, và Baek Ji-young 's " 밤새 도록 "(" All Night ") vào album thứ 7 của mình Sensibility. Anh xuất hiện trong Album "Hwantastic" của Lee Seung-hwan 's với bài hát "덩크슛" ("Dunk Shoot"), một bản song ca với Whale, và cũng xuất hiện trong các video âm nhạc trong tháng 9 năm 2009.
Anh phát hành một single "우리 사랑 하게 됐어요" ("We Fell in Love") vào ngày 16 Tháng 12 năm 2009, một bản song ca với Ga-in, trong đó đứng đầu bảng xếp hạng âm nhạc trực tuyến đa dạng và giành được hai giải thưởng trên Music Bank 's K-Charts và "Most Popular Background Phone Music". và đã tặng 50.000.000 ₩ từ lợi nhuận của bài hát cho việc xây dựng lại trận động đất ở Haiti. Đối với những nỗ lực này, Kwon đã được trao một giải thưởng tại Giải thưởng Sharing 3 Hàn Quốc.
Anh tham gia Wax 's album đóng gói lại Unplugged Side A. Anh hát ca khúc với tựa đề "이별 이야기" ("Farewell Song"), phát hành vào ngày 24 tháng 3 năm 2010.
Ngày 30 tháng 6 năm 2010, Kwon phát hành solo đầu tiên của mình, single có tựa đề, "고백 하던 날" ("The Day I Confessed"), một bài hát anh sáng tác trong quá trình We Got Married phát sóng. nó đã xuất hiện trên Cyworld bảng xếp hạng ngay sau khi phát hành. Vào tháng 8 năm 2010, ông đã hát một bản song ca với Lim Jeong Hee với tựa đề "On the way to break up 'và thậm chí đóng vai chính trong video âm nhạc Lim Jeong Hee "It would never be real.."
Ngày 25 tháng 6 năm 2012, Jo Kwon phát hành album solo của mình, "I'm Da One", với một video âm nhạc.
Trong năm 2013 Kwon tham gia diễn xuất với một nhà sản xuất âm nhạc người Hàn Quốc Jesus Christ Superstar, nơi anh đóng vai vua Herod.

## Các phim đã đóng

### Nhiều chương trình
- 2010-MBC Fantasy Couple
- 2010-SBS Shin PD
- 2010-MBC All my love
- 2012 khủng hoảng thoát số 1
- 2012-Sinh Trong một gia đình

| Năm  | Tiêu đề                          | Chú ý                                        | Vai trò                       | Mạng truyền hình |
| ---- | -------------------------------- | -------------------------------------------- | ----------------------------- | ---------------- |
| 2009 | Sang Sang Plus                   |                                              | Mình                          | KBS2             |
| 2009 | Các giáo viên là Coming          | Episode 29                                   | Khách (với Im Seulong)        | MBC              |
| 2009 | Star King                        |                                              | Khách                         | SBS              |
| 2009 | Strong Heart                     | Tập 3                                        | Khách                         | SBS              |
| 2009 | Thay đổi thế giới Quiz Show      | Episodes 22-3, 30, 34, 38                    | Khách                         | MBC              |
| 2009 | We Got Married                   | Season 2 (60 tập)                            | Ngài (vai diễn)               | MBC              |
| 2010 | Family Outing 2                  | (Season 2)                                   | Thành viên [ cần làm rõ ]     | SBS              |
| 2010 | Star Golden Bell                 |                                              | Khách                         | KBS2             |
| 2010 | Star King                        | Episode 147-149, 152-158, 162, 177, 179, 184 | Mình                          | SBS              |
| 2010 | Running Man                      | Episode 7                                    | Khách                         | SBS              |
| 2010 | Challenge 1000 Songs             |                                              | Khách                         | SBS              |
| 2010 | Come To Play                     |                                              | Khách                         | MBC              |
| 2010 | Star Dance Battle                |                                              |                               |                  |
| 2010 | Intimate Note                    |                                              |                               | SBS              |
| 2010 | Radio Star                       | Episode 171                                  | Khách (với Lee Changmin)      | MBC              |
| 2010 | Sweet Night                      | Episode 8                                    | Khách                         | KBS              |
| 2010 | Win Win                          | Episode 10                                   | MC                            | KBS              |
| 2011 | Star King                        | Episode 185                                  | Khách                         | SBS              |
| 2011 | Strong Heart                     | Episodes 61-62                               | Khách                         | SBS              |
| 2011 | Radio Star                       | Episode 257                                  | Khách                         | MBC              |
| 2012 | Strong Heart                     | Episodes 137-138                             | Mình                          | SBS              |
| 2012 | Thay đổi thế giới Quiz Show      | Episode 146, 165                             | Khách (Ep. 146), MC (Ep. 165) | MBC              |
| 2012 | Invincible Youth                 | Tập 17, 31                                   | Khách                         | KBS2             |
| 2012 | Bạn và tôi                       | Episode 10                                   | Mình                          | SBS              |
| 2012 | Win Win                          | Episode 103 (Guest: BEAST)                   | MC                            | KBS              |
| 2012 | Go Hiện                          | Episode 11                                   | Khách                         | SBS              |
| 2012 | We Got Married                   |                                              | MC                            | MBC              |
| 2013 | Magic Concert                    | Tập 10, 14                                   | Khách (với Jeong Jinwoon)     | MBC              |
| 2013 | Câu chuyện Hiện Hwasubun         | Episode 1                                    | Xuất hiện với Jeong Jinwoon   | MBC              |
| 2013 | Thay đổi thế giới Quiz Show      | Tập 184                                      | MC                            | MBC              |
| 2014 | Tôi ★ GOT7                       | Episode 09 & 10                              | Khách                         | SBS              |
| 2014 | Tôi sắp đi To School             | Episode 06-09                                | Mình                          | JTBC             |
| 2014 | MBC Human Documentary 'Good dân' | 140.913                                      | Mình                          | MBC              |
| 2014 | Magic Eye                        | 140.916                                      | Khách                         | SBS              |
| 2014 | Hội nghị thượng đỉnh bất thường  | Episode 12                                   | Khách                         | JTBC             |

### Truyền hình bộ phim
| Năm         | Danh hiệu Drama           | Vai trò       |
| ----------- | ------------------------- | ------------- |
| 2010 - 2011 | All My Love (MBC)         | Hwang Ok Yub- |
| 2013        | Queen of the Office (KBS) | Kye Kyung-woo |

## Albums
Bài chi tiết: 2:00 discography

### Album Studio
| Năm  | Album chi tiết | Vị trí biểu đồ đỉnh | Vị trí biểu đồ đỉnh | Bán hàng            |
| Năm  | Album chi tiết | Gaon Hàng tuần      | Gaon Hằng tháng     | Bán hàng            |
| ---- | --- | ------------------- | ------------------- | ------------------- |
| 2012 | "Tôi Da One" [20] - Phát hành: ngày 25 tháng 6 năm 2012 - Định dạng: CD, tải kỹ thuật số - Label: JYP Entertainment, Big Hit Entertainment Tracklisting [show] | 1 [21]              | -                   | - KOR: 17,547+ [22] |

### Singles số
| Năm  | Bài hát                                                                 | Album                                                                   |
| ---- | ----------------------------------------------------------------------- | ----------------------------------------------------------------------- |
| 2009 | "졸업 (tốt nghiệp)" (với Changmin)                                      | "졸업 (tốt nghiệp)" (Digital Single)                                    |
| 2009 | "덩크슛 (Dunk shoot)" (Whale - W & Whale)                               | "환타스틱 프로젝트 Vol. 2 (Hwantastic Project Vol. 2) "(Digital Single) |
| 2009 | "우리 사랑 하게 됐어요 (We Fell In Love)" (Với Gain - Brown Eyed Girls) | "우리 사랑 하게 됐어요 (We Fell In Love)" (Digital Single)              |
| 2010 | "고백 하던 날 (The Day Tôi thú nhận)"                                   | "고백 하던 날 (The Day Tôi thú nhận)" (Digital Single)                  |

### Hợp tác
| Năm  | Sông Tiêu đề                                                                                         | Album                                         |
| ---- | --- | --------------------------------------------- |
| 2008 | Baek Ji-young - "밤새 도록 (All Night)"                                                              | Sensibility                                   |
| 2009 | May Doni - "몰라 -ing (Molla-ing)" (với Jinwoon)                                                     | 7 Teen                                        |
| 2010 | Wax - "이별 이야기 (Farewell Story)"                                                                 | Wax Unplugged Side A                          |
| 2010 | Lim Jeonghee - "헤어지 러 가는 길 (On the Way để Breakup)"                                           | 진짜 일 리 없어 (Nó không thể trở thành Real) |
| 2013 | "Perfect Christmas" (với Lim Jeonghee, Joo Hee của 8eight, Rap & Quái vật Jungkook của Bangtan Boys) | -                                             |
| 2014 | "Một Summer Night" (Hàn Quốc và tiếng Anh Ver.) (Với Fei (Miss A))                                   | Temptation OST Part 3                         |

## Giải thưởng và đề cử

### 2AM Giải thưởng và đề cử
Bài chi tiết: Danh sách giải thưởng và đề cử nhận được 02:00

### Jo Kwon của Giải thưởng và đề cử
| Năm  | Phần thưởng                          | Hạng mục                                           | Việc đề cử                  | Kết quả |
| ---- | ------------------------------------ | -------------------------------------------------- | --------------------------- | ------- |
| 2009 | Cyworld Digital Music Awards         | Song of the Month (tháng)                          | We Fell in Love (với Ga-in) | Won     |
| 2010 | Cyworld Digital Music Awards         | Song of the Month (tháng)                          | We Fell in Love (với Ga-in) | Won     |
| 2010 | Gaon Chart Grand Opening Awards [23] | Tuần Tháng một 1 Digital Chart chung # 1           | We Fell in Love (với Ga-in) | Won     |
| 2010 | Gaon Chart Grand Opening Awards [23] | Tuần January 2 Digital Chart chung # 1             | We Fell in Love (với Ga-in) | Won     |
| 2010 | Gaon Chart Grand Opening Awards [23] | Tuần January 3 Digital Chart chung # 1             | We Fell in Love (với Ga-in) | Won     |
| 2010 | Gaon Chart Grand Opening Awards [23] | Tuần January 4 bài nhạc chờ tone # 1               | We Fell in Love (với Ga-in) | Won     |
| 2010 | 4 giải thưởng Mnet 20 của Choice     | Ảnh hưởng nhất Top 20 Sao                          | Jo Kwon                     | Won     |
| 2010 | Giải thưởng Sharing Hàn Quốc 3       | Chủ tịch Ủy ban Giải thưởng Quốc hội đứng của [24] | Jo Kwon                     | Won     |
| 2010 | Melon Music Awards                   | Bài hát của năm                                    | We Fell In Love (với Ga-in) | Đề cử   |
| 2010 | Melon Music Awards                   | Netizen Popularity Sông                            | We Fell In Love (với Ga-in) | Đề cử   |
| 2010 | 12 Mnet Asian Music Awards           | Hợp tác tốt nhất [25]                              | We Fell In Love (với Ga-in) | Won     |
| 2010 | Bugs Music Awards                    | Bài hát của năm                                    | We Fell In Love (với Ga-in) | Đề cử   |
| 2010 | Bugs Music Awards                    | Duet tốt nhất (Gold)                               | We Fell In Love (với Ga-in) | Won     |
| 2010 | Bugs Music Awards                    | Best Variety Star (Bronze)                         | We Got Married              | Won     |
| 2010 | Soompi Gayo Awards                   | Top Digital Single                                 | We Fell In Love (với Ga-in) | Đề cử   |
| 2010 | Soompi Gayo Awards                   | Lên Nam-Nữ Duet hoặc Collaboration                 | We Fell In Love (với Ga-in) | Đề cử   |
| 2010 | MBC Entertainment Awards             | Show, Variety Nam Rookie Award [26]                | We Got Married              | Won     |
| 2010 | MBC Entertainment Awards             | Giải thưởng Cặp đôi đẹp nhất với Ga-in [26]        | We Got Married              | Won     |
| 2010 | SBS Entertainment Awards             | Nhiều giải thưởng New Star                         | Inkigayo                    | Won     |
| 2011 | MBC Entertainment Awards             | Comedy / Sitcom Popularity Award                   | All My Love                 | Won     |
| 2012 | allkpop Awards                       | Best Male Solo                                     | Jo Kwon                     | Đề cử   |
| 2012 | Ăn Kimchi của bạn Awards             | Hầu hết các video Bizarre                          | Tôi Da One                  | Đề cử   |

## Chương trình âm nhạc
Đây là bộ sưu tập của Jo Kwon thắng trên chương trình âm nhạc trên truyền hình của Hàn Quốc. Music Bank được phát sóng trên đài KBS.

### Music Bank
| Năm  | Ngày       | Bài hát                      |
| ---- | ---------- | ---------------------------- |
| 2010 | 15 tháng 1 | "We Fell in Love" (với Gain) |
| 2010 | 22 tháng 1 | "We Fell in Love" (với Gain) |
| 2012 | 6 tháng 7  | "Tôi Da One" (feat. Zion.T)  |